# European Low Fares Airline Association
Az Európai Fapados Légitársaságok Szövetsége (ELFAA) egy 2004-ben alakult szervezet volt, amely a fapados légitársaságok képviseletét és az európai intézmények érdekképviseletét kívánta képviselni. 2016-ban beszüntette működését és feloszlott, mivel a főbb tagok csatlakoztak az újonnan alakult Airlines for Europe kereskedelmi csoporthoz. Az ELFAA székhelye Brüsszelben, Belgiumban volt.

## Tagság
A működésének 2016-os leállítása előtt az ELFAA-nak tíz tagja volt: a British Airways és az Iberia, valamint az EasyJet, a Jet2.com, az Iberia Express, a Norwegian Air, Shuttle, a Ryanair, a Volotea, a Vueling és a Wizz Air fapados légitársaságok. A BA és az Iberia 2015-ben csatlakozott, hasonló álláspontra hivatkozva a légiközlekedés liberalizációjáról és a nagy közel-keleti légitársaságok helyzetéről.
A korábbi tagok közé tartozik az Air Polonia (2004. december 5-én beszüntette működését), Bmibaby (2012. szeptember 9-én beszüntette működését), Flying Finn (2004. január 27-én beszüntette működését), My Way Airlines, később MyAir.com (2009. július 24-én beszüntette működését), SkyEurope (2009. szeptember 1-jén beszüntette működését), Sterling Airlines (2008. október 29-én beszüntette működését), Volareweb.com (2009. január 12-én beszüntette működését), Basiqair (2005. január 1-jén beolvadt a Transavia.com-ba), Clickair (2009. július 15-én egyesült a Vuelinggel), Hapag-Lloyd Express, később a TUIfly (2007 januárjában egyesült a TUIfly-jal) és a Blue Air.